# Junior-VM i håndbold 1997 (kvinder)
Juniorverdensmesterskabet i håndbold 1997 for kvinder var det 11. junior-VM i håndbold for kvinder. Mesterskabet blev arrangeret af International Handball Federation, og slutrunden med deltagelse af 17 hold blev afviklet i Elfenbenskysten i perioden 29. juli – 10. august 1997.
Mesterskabet blev vundet af Danmark, som i finalen besejrede Rusland med 29-26. Bronzemedaljerne gik til de forsvarende mestre fra Rumænien, som vandt 27-26 over Norge i bronzekampen. Sejren var Danmarks første ved junior-VM for kvinder – holdets indtil da bedste resultat havde været sølvmedaljerne i 1995.

## Slutrunde

### Indledende runde
De 17 hold spillede i den indledende runde i fire grupper med fire eller fem hold. Hver gruppe spillede en enkelturnering alle-mod-alle, og de fire bedst placerede hold i hver gruppe gik videre til ottendedelsfinalerne.

#### Gruppe A
| Dato | Tid                        | Kamp                | Res.  | Pause |
| ---- | -------------------------- | ------------------- | ----- | ----- |
|      |                            | Sydkorea – Portugal | 23–26 | 08-15 |
|      | Rumænien – Elfenbenskysten | 35–13               | 18-80 |       |
|      |                            | Rumænien – Portugal | 26–20 | 12-80 |
|      | Elfenbenskysten – Sydkorea | 15–37               | 05-20 |       |
|      |                            | Sydkorea – Rumænien | 25–29 | 11-14 |
|      | Portugal – Elfenbenskysten | 27–14               | 14-60 |       |

| Hold            | Kampe | Mål   | Point |
| --------------- | ----- | ----- | ----- |
| Rumænien        | 3     | 90-58 | 6     |
| Portugal        | 3     | 73-63 | 4     |
| Sydkorea        | 3     | 85-70 | 2     |
| Elfenbenskysten | 3     | 42-99 | 0     |

#### Gruppe B
| Dato | Tid                  | Kamp               | Res.  | Pause |
| ---- | -------------------- | ------------------ | ----- | ----- |
|      |                      | Slovenien – Ungarn | 20–30 | 09-14 |
|      | Danmark – Angola     | 30–19              | 12-90 |       |
|      |                      | Frankrig – Angola  | 33–18 | 13-90 |
|      | Danmark – Slovenien  | 30–16              | 12-11 |       |
|      |                      | Frankrig – Ungarn  | 26–21 | 13-10 |
|      | Slovenien – Angola   | 23–20              | 10-90 |       |
|      |                      | Danmark – Ungarn   | 20–17 | 12-11 |
|      | Frankrig – Slovenien | 34–20              | 15-80 |       |
|      |                      | Angola – Ungarn    | 21–24 | 12-10 |
|      | Danmark – Frankrig   | 24–18              | 09-12 |       |

| Hold      | Kampe | Mål     | Point |
| --------- | ----- | ------- | ----- |
| Danmark   | 4     | 104-700 | 8     |
| Frankrig  | 4     | 111-830 | 6     |
| Ungarn    | 4     | 92-87   | 4     |
| Slovenien | 4     | 079-114 | 2     |
| Angola    | 4     | 078-110 | 0     |

#### Gruppe C
| Dato | Tid                 | Kamp              | Res.  | Pause |
| ---- | ------------------- | ----------------- | ----- | ----- |
|      |                     | Kina – Japan      | 19–23 | 12-10 |
|      | Rusland – Slovakiet | 27–25             | 13-10 |       |
|      |                     | Kina – Slovakiet  | 24–28 | 12-15 |
|      | Japan – Rusland     | 20–40             | 10-22 |       |
|      |                     | Slovakiet – Japan | 27–26 | 13-15 |
|      | Rusland – Kina      | 30–18             | 16-10 |       |

| Hold      | Kampe | Mål   | Point |
| --------- | ----- | ----- | ----- |
| Rusland   | 3     | 97-63 | 6     |
| Slovakiet | 3     | 80-77 | 4     |
| Japan     | 3     | 69-86 | 2     |
| Kina      | 3     | 61-81 | 0     |

#### Gruppe D
| Dato | Tid               | Kamp                | Res.  | Pause |
| ---- | ----------------- | ------------------- | ----- | ----- |
|      |                   | Tyrkiet – Schweiz   | 36–23 | 19-11 |
|      | Norge – Brasilien | 29–24               | 18-12 |       |
|      |                   | Tyrkiet – Brasilien | 25–25 | 14-12 |
|      | Schweiz – Norge   | 18–28               | 08-13 |       |
|      |                   | Brasilien – Schweiz | 32–18 | 15-11 |
|      | Norge – Tyrkiet   | 27–26               | 16-12 |       |

| Hold      | Kampe | Mål   | Point |
| --------- | ----- | ----- | ----- |
| Norge     | 3     | 84-68 | 6     |
| Tyrkiet   | 3     | 87-75 | 3     |
| Brasilien | 3     | 81-72 | 3     |
| Schweiz   | 3     | 59-96 | 0     |

### Finalekampe
| \| Kamp \| Dato \| Tid \| Kamp \| Res. \| Pause \| \| ------------ \| ------------------------- \| -------- \| ------------------ \| ----- \| ----- \| \| 1/8-finaler \| \| \| Ungarn – Portugal \| 25–28 \| 13-16 \| \| 1/8-finaler \| Sydkorea – Frankrig \| 29–19 \| 16-90 \| \| \| \| 1/8-finaler \| Rumænien – Slovenien \| 31–14 \| 18-40 \| \| \| \| 1/8-finaler \| Danmark – Elfenbenskysten \| 33–15 \| 18-70 \| \| \| \| 1/8-finaler \| Brasilien – Slovakiet \| 18–23 \| 09-11 \| \| \| \| 1/8-finaler \| Japan – Tyrkiet \| 29–25 \| 13-13 \| \| \| \| 1/8-finaler \| Rusland – Schweiz \| 40–16 \| 20-80 \| \| \| \| 1/8-finaler \| Norge – Kina \| 29–25[1] \| 09-16 \| \| \| \| Kvartfinaler \| \| \| Rumænien – Japan \| 25–18 \| 11-10 \| \| Kvartfinaler \| Rusland – Sydkorea \| 37–27 \| 21-16 \| \| \| \| Kvartfinaler \| Portugal – Norge \| 23–25 \| 10-11 \| \| \| \| Kvartfinaler \| Slovakiet – Danmark \| 19–23 \| \| \| \| \| Semifinaler \| \| \| Rumænien – Rusland \| 22–24 \| 13-14 \| \| Semifinaler \| Danmark – Norge \| 23–21 \| 6-7 \| \| \| \| Bronzekamp \| \| \| Rumænien – Norge \| 27–26 \| 15-15 \| \| Finale \| \| \| Rusland – Danmark \| 26–29 \| 15-12 \| |                           |       |                    |       |       |
| Kamp | Dato                      | Tid   | Kamp               | Res.  | Pause |
| 1/8-finaler |                           |       | Ungarn – Portugal  | 25–28 | 13-16 |
| 1/8-finaler | Sydkorea – Frankrig       | 29–19 | 16-90              |       |       |
| 1/8-finaler | Rumænien – Slovenien      | 31–14 | 18-40              |       |       |
| 1/8-finaler | Danmark – Elfenbenskysten | 33–15 | 18-70              |       |       |
| 1/8-finaler | Brasilien – Slovakiet     | 18–23 | 09-11              |       |       |
| 1/8-finaler | Japan – Tyrkiet           | 29–25 | 13-13              |       |       |
| 1/8-finaler | Rusland – Schweiz         | 40–16 | 20-80              |       |       |
| 1/8-finaler | Norge – Kina              | 29–25 | 09-16              |       |       |
| Kvartfinaler |                           |       | Rumænien – Japan   | 25–18 | 11-10 |
| Kvartfinaler | Rusland – Sydkorea        | 37–27 | 21-16              |       |       |
| Kvartfinaler | Portugal – Norge          | 23–25 | 10-11              |       |       |
| Kvartfinaler | Slovakiet – Danmark       | 19–23 |                    |       |       |
| Semifinaler |                           |       | Rumænien – Rusland | 22–24 | 13-14 |
| Semifinaler | Danmark – Norge           | 23–21 | 6-7                |       |       |
| Bronzekamp |                           |       | Rumænien – Norge   | 27–26 | 15-15 |
| Finale |                           |       | Rusland – Danmark  | 26–29 | 15-12 |

### Placeringskampe
Placeringskampene om 5.- til 8.-pladserne havde deltagelse af de fire tabere fra kvartfinalerne. De fire hold mødte i to semifinaler, hvorfra vinderne gik videre til kampen om 5.-pladsen, mens taberne måtte tage til takke med at spille om 7.-pladsen
| Kamp               | Dato                 | Tid   | Kamp                | Res.  | Pause |
| ------------------ | -------------------- | ----- | ------------------- | ----- | ----- |
| Semifinaler        |                      |       | Sydkorea – Japan    | 31–22 | 15-12 |
| Semifinaler        | Portugal – Slovakiet | 31–30 | 14-20               |       |       |
| Kamp om 7.-pladsen |                      |       | Japan – Slovakiet   | 27–28 | 16-18 |
| Kamp om 5.-pladsen |                      |       | Sydkorea – Portugal | 32–30 | 19-14 |

| Plac. | Hold      |
| ----- | --------- |
| 5.    | Sydkorea  |
| 6.    | Portugal  |
| 7.    | Slovakiet |
| 8.    | Japan     |

### Medaljevindere
| Guld | Sølv    | Bronze   |
| --- | ------- | -------- |
| Danmark | Rusland | Rumænien |
| Mia Falborg Katrine Fruelund Dorthe Lyskjær Christina Roslyng Hansen Charlotte Højfeldt Winnie Mølgaard Signe Pedersen Eva Litrup Merete Møller Katrine Nielsen Mette Iversen Karen Brødsgaard Mette Damgaard Andreasen Lea Rasmussen Janni Henriksen Majbritt Kristiansen |         |          |